# Minoru Genda
Minoru Genda (源田 実, Genda Minoru), né le 16 août 1904 à Hiroshima et décédé le 15 août 1989 à Matsuyama  est un militaire japonais. Pilote dans l'aéronavale, il servit dans la Marine impériale japonaise avant et pendant la Seconde Guerre mondiale. Il fut le stratège de l'attaque de Pearl Harbor le 7 décembre 1941. Après la guerre, il dirigera la nouvelle Force aérienne d'autodéfense japonaise.

## L'attaque de Pearl Harbor
L'amiral Isoroku Yamamoto reprit les idées de Minoru Genda pour l'attaque sur Pearl Harbor, accomplie le 7 décembre 1941. Les deux hommes se connaissaient depuis 1933 lorsque Genda servait à bord du  porte-avions Ryūjō. Ils se rencontrèrent au début du mois de février 1941 et Yamamoto lui proposa son plan. Genda avait déjà réfléchi à une attaque sur la base de Hawaï dès 1934 et en avait discuté avec Takijirō Ōnishi. Genda pensait que le secret et la surprise de l'attaque étaient les facteurs les plus importants pour la réussite de l'expédition. Il considérait que la mission était risquée mais pas impossible et commença à travailler sur les détails du plan. Genda était responsable de la préparation de l'attaque, en particulier de la mise en œuvre de nouvelles torpilles et de la coordination de l'opération.
L'attaque de Pearl Harbor fut couronnée de succès : les forces japonaises ne perdirent que 64 hommes, un sous-marin de croisière et cinq sous-marins de poche. Sur les 441 avions japonais disponibles, 350 prirent part à l’attaque et 29 furent abattus durant la bataille. Le plan audacieux de Yamamoto avait atteint ses objectifs, mais provoqua l'entrée en guerre de la première puissance industrielle du monde.
Genda participa par la suite à la bataille de Midway, ainsi qu'à plusieurs autres batailles des campagnes du Pacifique et se consacra aux unités de chasse d'élite.

## Après-guerre
Il devint en 1959 le chef de la Force aérienne d'autodéfense japonaise. Il fut compromis dans l'affaire de corruption Lockheed et entama ensuite une carrière politique dans les rangs ultranationalistes.